# Nova Venécia (ort)
Nova Venécia är en ort i Brasilien.   Den ligger i kommunen Nova Venécia och delstaten Espírito Santo, i den sydöstra delen av landet, 900 km öster om huvudstaden Brasília. Nova Venécia ligger 80 meter över havet och antalet invånare är 28 362.
Terrängen runt Nova Venécia är platt åt nordost, men åt sydväst är den kuperad. Nova Venécia ligger nere i en dal. Det finns inga andra samhällen i närheten.
Omgivningarna runt Nova Venécia är huvudsakligen savann. Runt Nova Venécia är det glesbefolkat, med 12 invånare per kvadratkilometer.